# وقعة الجمعة
وقعة الجمعة، وتسمى أيضا خطرة الجمعة أو خطرة الدواميس: هي حدث جلل تم في صائفة عام 1573 عندما استولى الجيش الإسباني بقيادة دون جوان النمساوي على مدينة تونس، وافتكها من العثمانيين.

## الإطار التاريخي
في إطار الصراع العثماني الإسباني، استولى الإسبان بقيادة شارل الخامس على مدينة تونس عام 1535، وفرضوا عليها حماية، غير أن العثمانيين استردوها منهم عام 1569 وطردوا منها السلطان الحفصي. لكن بعد سنتين تمكنت القوات المسيحية الأوربية من إلحاق الهزيمة بالأسطول العثماني في موقعة ليبانت عام 1571، وفي هذا الإطار قامت الجيوش الإسبانية الغازية بقيادة دون جوان النمساوي بالهجوم على مدينة تونس وافتكاكها من العثمانيين، وانتصب نظام حكم مشترك إسباني-حفصي ، إذ تم تنصيب سلطان على العرش الحفصي هو محمد بن الحسن الذي كان قد استنجد بالإسبان قابلا شروطهم.

## الوقعة
كان من نتائج الهجوم الإسباني على المدينة أن تشرّد أهلها تاركين بيوتهم وأملاكهم لجيش الغزاة، وسكنوا البوادي والدواميس بجبل الرصاص، ولذلك سمي هذا الحدث كذلك بـخطرة الدواميس. كما دخل الجيش الإسباني كذلك جامع الزيتونة وأتلف ما فيه من مخطوطات. وفي هذا المعنى يقول المؤرخ ابن أبي دينار: "وفي تلك الأيام أُهين المسجد الأعظم ونُهبت خزائن الكتب التي به. ودرست بأرجل الكفرة معالم المدارس وتفرقت جميع ما فيها من دواوين العلوم وتبددت في الشوارع، حتى قيل إن المارّ من شرقي الجامع إنما يمرّ على الكتب المطروحة هناك ، وقد استولوا على عدد من تلك المخطوطات ونقلوها معهم إلى إسبانيا أو إلى مكتبة البابا. ويقول ابن أبي دينار أيضا: "وضُربت النواقيس في الحضرة. وسمعت بعض أهل البلاد يقول: إن النصارى ربطوا خيولهم بالجامع الأعظم ونبشوا قبر الشيخ سيدي محرز بن خلف فلم يجدوا به إلا الرمل، وفعلوا ما لا تفعله الأعداء بالأعداء وساكنوا المسلمين".

## إشارات مرجعية
1. ↑  محمد الهادي الشريف، تاريخ تونس، دار سراس للنشر، تونس، 1980، ص 66
2. ↑  الهيلة، المفتي أبو القاسم عظوم، نفس المرجع، ص 26
3. ↑  محمد الحبيب الهيلة، المفتي أبو القاسم عظوم في عصره، لمعة نور في عصر آل، منشورات المجمع التونسي للعلوم والآداب والفنون، تونس 2009، ص 22
4. 1 2  ابن أبي دينار، المؤنس في أخبار إفريقية وتونس، تحقيق محمد شمام، نشر المكتبة العتيقة، تونس 1967، ص 175-176
5. ↑  جامع الزيتونة نسخة محفوظة 2013-11-09 على موقع واي باك مشين.